# Кнауэр, Мориц
Мориц Кнауер (нем. Mauritius Knauer; 1613—1664) — аббат монастыря Ланггейм в Нижней Франконии, член цистерцианского ордена, директор Бамбергского университета.
Известен своей распрей с епископом эйхштедтским, во время которой монастырь несколько раз был осаждён. Кнауер создал обсерваторию в своём аббатстве и составил столетний календарь, который издаётся несколько веков, а также хронику ланггеймского аббатства.